# Gran Premio motociclistico di Spagna 1997
Il Gran Premio motociclistico di Spagna 1997 fu il terzo gran premio del motomondiale 1997.
Si svolse il 4 maggio sul circuito di Jerez de la Frontera e vide la vittoria di Àlex Crivillé su Honda nella classe 500, di Ralf Waldmann nella classe 250 e di Valentino Rossi nella classe 125.

## Classe 500

### Arrivati al traguardo
| Pos. | Nº | Pilota                   | Squadra                 | Motocicletta | Giri | Tempo     | Griglia | Punti |
| ---- | -- | ------------------------ | ----------------------- | ------------ | ---- | --------- | ------- | ----- |
| 1    | 2  | Àlex Crivillé            | Repsol Honda            | Honda        | 27   | 47:30.624 | 3       | 25    |
| 2    | 1  | Mick Doohan              | Repsol Honda            | Honda        | 27   | +5.636    | 2       | 20    |
| 3    | 7  | Tadayuki Okada           | Repsol Honda            | Honda        | 27   | +5.670    | 1       | 16    |
| 4    | 24 | Takuma Aoki              | Repsol Honda            | Honda        | 27   | +22.703   | 8       | 13    |
| 5    | 18 | Nobuatsu Aoki            | Rheos ELF F.C.C. T.S.   | Honda        | 27   | +28.414   | 4       | 11    |
| 6    | 19 | Doriano Romboni          | IP Aprilia Racing       | Aprilia      | 27   | +31.762   | 10      | 10    |
| 7    | 5  | Norifumi Abe             | Yamaha Team Rainey      | Yamaha       | 27   | +32.488   | 16      | 9     |
| 8    | 4  | Alex Barros              | Honda Gresini           | Honda        | 27   | +33.306   | 12      | 8     |
| 9    | 20 | Sete Gibernau            | Yamaha Team Rainey      | Yamaha       | 27   | +33.557   | 15      | 7     |
| 10   | 55 | Régis Laconi             | Tecmas Honda Elf        | Honda        | 27   | +41.982   | 9       | 6     |
| 11   | 3  | Luca Cadalora            | Yamaha Promotor Racing  | Yamaha       | 27   | +45.002   | 7       | 5     |
| 12   | 6  | Daryl Beattie            | Lucky Strike Suzuki     | Suzuki       | 27   | +49.769   | 17      | 4     |
| 13   | 12 | Jean-Michel Bayle        | Marlboro Team Roberts   | Modenas KR3  | 27   | +52.457   | 14      | 3     |
| 14   | 21 | Jurgen van den Goorbergh | Millar MQP              | Honda        | 27   | +53.460   | 11      | 2     |
| 15   | 22 | Kirk McCarthy            | World Champ Motorsports | ROC Yamaha   | 27   | +1:36.468 | 19      | 1     |
| 16   | 16 | Jürgen Fuchs             | Elf 500 Roc             | ELF 500      | 27   | +1:31.257 | 20      |       |
| 17   | 17 | Lucio Pedercini          | Team Pedercini          | ROC Yamaha   | 27   | +1:38.996 | 21      |       |
| 18   | 10 | Kenny Roberts Jr         | Marlboro Team Roberts   | Modenas KR3  | 27   | +1:41.246 | 22      |       |
| 19   | 25 | Laurent Naveau           | Millet Racing           | ROC Yamaha   | 26   | +1 giro   | 24      |       |

### Ritirati
| Nº | Pilota          | Squadra                | Motocicletta | Giri | Griglia |
| -- | --------------- | ---------------------- | ------------ | ---- | ------- |
| 9  | Alberto Puig    | MoviStar Honda Pons    | Honda        | 8    | 5       |
| 15 | Frédéric Protat | Soverex FP Racing      | ROC Yamaha   | 6    | 25      |
| 8  | Carlos Checa    | MoviStar Honda Pons    | Honda        | 5    | 6       |
| 11 | Troy Corser     | Yamaha Promotor Racing | Yamaha       | 2    | 18      |
| 27 | Peter Goddard   | Lucky Strike Suzuki    | Suzuki       | 2    | 23      |

### Non partito
| Nº | Pilota     | Squadra     | Motocicletta | Griglia |
| -- | ---------- | ----------- | ------------ | ------- |
| 14 | Juan Borja | Elf 500 Roc | ELF 500      | 13      |

## Classe 250

### Arrivati al traguardo
| Pos | Nº | Pilota             | Squadra                      | Motocicletta | Giri | Tempo     | Griglia | Punti |
| --- | -- | ------------------ | ---------------------------- | ------------ | ---- | --------- | ------- | ----- |
| 1   | 2  | Ralf Waldmann      | Marlboro Honda               | Honda        | 26   | 46:03.640 | 1       | 25    |
| 2   | 31 | Tetsuya Harada     | Aprilia Racing               | Aprilia      | 26   | +12.724   | 2       | 20    |
| 3   | 1  | Max Biaggi         | Marlboro Team Kanemoto Honda | Honda        | 26   | +19.428   | 4       | 16    |
| 4   | 12 | Takeshi Tsujimura  | F.C.C. Technical Sports      | TSR-Honda    | 26   | +30.257   | 8       | 13    |
| 5   | 7  | Haruchika Aoki     | Matteoni Racing              | Honda        | 26   | +30.744   | 10      | 11    |
| 6   | 15 | Stefano Perugini   | Nastro Azzurro Aprilia       | Aprilia      | 26   | +36.480   | 7       | 10    |
| 7   | 19 | Olivier Jacque     | Chesterfield Elf Tech 3      | Honda        | 26   | +41.960   | 6       | 9     |
| 8   | 20 | Noriyasu Numata    | Arie Molenaar Racing         | Suzuki       | 26   | +46.400   | 9       | 8     |
| 9   | 11 | Jeremy McWilliams  | Qub Team Optimum             | Honda        | 26   | +57.659   | 12      | 7     |
| 10  | 17 | José Luis Cardoso  | Antena 3 S.S.P. Competicion  | Yamaha       | 26   | +57.827   | 16      | 6     |
| 11  | 6  | Luis d'Antín       | Antena 3 S.S.P. Competicion  | Yamaha       | 26   | +58.288   | 11      | 5     |
| 12  | 18 | Osamu Miyazaki     | Edo Racing                   | Yamaha       | 26   | +1:00.324 | 21      | 4     |
| 13  | 25 | Oliver Petrucciani | Mohag Aprilia Racing         | Aprilia      | 26   | +1:03.231 | 15      | 3     |
| 14  | 21 | Franco Battaini    | Edo Racing                   | Yamaha       | 26   | +1:03.584 | 19      | 2     |
| 15  | 10 | Luca Boscoscuro    | Dee Cee Racing               | Honda        | 26   | +1:07.830 | 18      | 1     |
| 16  | 14 | Jamie Robinson     | Arie Molenaar Racing         | Suzuki       | 26   | +1:15.710 | 17      |       |
| 17  | 28 | Eustaquio Gavira   | Scuderia Mobil 1 AGV         | Aprilia      | 26   | +1:26.998 | 26      |       |
| 18  | 49 | Oscar Sainz        | Amadori Racing Oro           | Aprilia      | 26   | +1:27.370 | 22      |       |
| 19  | 16 | William Costes     | Chesterfield Elf Tech 3      | Honda        | 26   | +1:31.354 | 23      |       |

### Ritirati
| Nº | Pilota               | Squadra              | Motocicletta | Giri | Griglia |
| -- | -------------------- | -------------------- | ------------ | ---- | ------- |
| 5  | Tōru Ukawa           | Benetton Honda       | Honda        | 24   | 5       |
| 50 | Ismael Bonilla       | Eq. Escuela Morante  | Honda        | 22   | 28      |
| 51 | Jesus Perez          | SBK Sport            | Honda        | 12   | 29      |
| 29 | Idalio Gavira        | Scuderia Mobil 1 AGV | Aprilia      | 11   | 25      |
| 99 | Giuseppe Fiorillo    | Radiant Racing       | Aprilia      | 10   | 27      |
| 52 | Salvador Martín      | Promoto Sport        | Aprilia      | 8    | 30      |
| 27 | Sebastián Porto      | PR2 YPF - ESCO       | Aprilia      | 5    | 13      |
| 8  | Cristiano Migliorati | Team Axo Inoxmacel   | Honda        | 1    | 14      |
| 22 | Kurtis Roberts       | PJ1 Oils             | Aprilia      | 0    | 20      |
| 65 | Loris Capirossi      | Aprilia Racing       | Aprilia      | 0    | 3       |

### Non partito
| Nº | Pilota          | Moto  | Griglia |
| -- | --------------- | ----- | ------- |
| 47 | Javier Marsella | Honda | 24      |

## Classe 125

### Arrivati al traguardo
| Pos | Nº | Pilota              | Squadra                   | Motocicletta | Giri | Tempo     | Griglia | Punti |
| --- | -- | ------------------- | ------------------------- | ------------ | ---- | --------- | ------- | ----- |
| 1   | 46 | Valentino Rossi     | Nastro Azzurro Aprilia    | Aprilia      | 23   | 42:30.676 | 6       | 25    |
| 2   | 7  | Noboru Ueda         | Team Pileri               | Honda        | 23   | +0.358    | 4       | 20    |
| 3   | 5  | Jorge Martínez      | Airtel-Aspar              | Aprilia      | 23   | +0.500    | 1       | 16    |
| 4   | 2  | Masaki Tokudome     | Docshop Racing            | Aprilia      | 23   | +1.343    | 3       | 13    |
| 5   | 3  | Tomomi Manako       | UGT 3000                  | Honda        | 23   | +1.508    | 11      | 11    |
| 6   | 88 | Peter Öttl          | UGT 3000                  | Aprilia      | 23   | +8.074    | 8       | 10    |
| 7   | 8  | Kazuto Sakata       | UGT 3000                  | Aprilia      | 23   | +10.631   | 10      | 9     |
| 8   | 15 | Roberto Locatelli   | Team Axo Inoxmacel        | Honda        | 23   | +14.560   | 18      | 8     |
| 9   | 20 | Masao Azuma         | L.B. Racing               | Honda        | 23   | +18.569   | 15      | 7     |
| 10  | 62 | Yoshiaki Katō       | Semprucci Biesse          | Yamaha       | 23   | +20.091   | 9       | 6     |
| 11  | 26 | Ivan Goi            | Marlboro Team Alfa Bieffe | Aprilia      | 23   | +21.586   | 17      | 5     |
| 12  | 32 | Mirko Giansanti     | Matteoni Racing           | Honda        | 23   | +24.467   | 16      | 4     |
| 13  | 19 | Frédéric Petit      | Team RMS                  | Honda        | 23   | +24.844   | 12      | 3     |
| 14  | 39 | Jaroslav Huleš      | L.B. Racing               | Honda        | 23   | +24.910   | 14      | 2     |
| 15  | 10 | Lucio Cecchinello   | Spidi Honda LCR           | Honda        | 23   | +27.114   | 7       | 1     |
| 16  | 48 | Fonsi Nieto         | Airtel Team Aspar         | Aprilia      | 23   | +46.271   | 24      |       |
| 17  | 33 | Manfred Geissler    | UGT 3000                  | Honda        | 23   | +46.846   | 22      |       |
| 18  | 22 | Steve Jenkner       | Aprilia - ADAC Sachsen    | Aprilia      | 23   | +46.897   | 23      |       |
| 19  | 17 | Enrique Maturana    | Yamaha Kurz               | Yamaha       | 23   | +46.922   | 21      |       |
| 20  | 12 | Dirk Raudies        | Finsco Chasis             | Honda        | 23   | +47.591   | 19      |       |
| 21  | 21 | Gianluigi Scalvini  | Team Axo Inoxmacel        | Honda        | 23   | +55.166   | 13      |       |
| 22  | 41 | Yōichi Ui           | Yamaha Kurz               | Yamaha       | 23   | +1:04.376 | 5       |       |
| 23  | 24 | Gino Borsoi         | Semprucci Biesse          | Yamaha       | 23   | +1:25.868 | 25      |       |
| 24  | 29 | Ángel Nieto Jr      | Airtel-Aspar              | Aprilia      | 23   | +1:30.711 | 26      |       |
| 25  | 51 | Vicente Esparragoso | Sevilla 99                | Yamaha       | 23   | +1:43.319 | 28      |       |
| 26  | 25 | Josep Sarda         | Finsco Chasis             | Honda        | 23   | +1:43.449 | 20      |       |

### Ritirati
| Nº | Pilota         | Squadra                   | Motocicletta | Giri | Griglia |
| -- | -------------- | ------------------------- | ------------ | ---- | ------- |
| 52 | Álvaro Molina  | Centro Comercial Neptuno  | Honda        | 12   | 27      |
| 49 | José Ramirez   | Maquina Motors            | Yamaha       | 6    | 29      |
| 72 | Garry McCoy    | Marlboro Team Alfa Bieffe | Aprilia      | 4    | 2       |
| 50 | Jerónimo Vidal | Team Ricardo Tormo        | Aprilia      | 2    | 31      |

### Non partito
| Nº | Pilota       | Squadra | Motocicletta | Griglia |
| -- | ------------ | ------- | ------------ | ------- |
| 47 | David García | T.M.R.  | Honda        | 30      |